# Berru
Berru é uma comuna francesa na região administrativa de Grande Leste, no departamento de Marne. Estende-se por uma área de 13,65 km². Em 2010 a comuna tinha 598 habitantes (densidade: 43,8 hab./km²).